# Municipio de Ojuelos de Jalisco
El municipio de Ojuelos de Jalisco es uno de los 125 municipios en que se encuentra dividido el estado mexicano de Jalisco. Se encuentra en el extremo noreste del territorio en los Altos de Jalisco y su cabecera municipal es la ciudad de Ojuelos de Jalisco.

## Escudo de Armas
El escudo de Armas de Ojuelos fue diseñado por el Sr. Ubaldo Montiel en 1978. Cuenta con cuatro campos que representan:
- Campo Superior Izquierdo: Una llanura con tres ojos de agua (origen del nombre de Ojuelos) y un monte al fondo (cerro del Toro)."
- Campo Inferior Izquierdo: El monje Fray. Sebastián de Aparicio, el cual trazó la Ruta de la Plata, entre Zacatecas a México, en cuyo recorrido se encuentra ubicado Ojuelos.
- Campo Superior Derecho: El Fuerte de los Ojuelos.
- Campo Inferior Derecho: Producción agropecuaria, la cual constituye la principal actividad económica del municipio

Finalmente, el Escudo tiene el lema "MIS HOMBRES ME LLEVAN AL PROGRESO CON SU ESFUERZO E INTELIGENCIA".

## Geografía
Ojuelos de Jalisco se localiza al extremo noreste de Jalisco en la región Altos Norte, siendo sus coordenadas extremas 21°32′ - 22°2′ de latitud norte y 101°30′ - 101°57′ de longitud oeste; y a una altura que fluctúa entre un máximo de 2 600 y un mínimo de 2 100 metros sobre el nivel del mar. Tiene una extensión territorial de 1158.787 kilómetros cuadrados que equivalen al 1.47% de la superficie estatal.
El municipio colinda al suroeste con el municipio de Lagos de Moreno. Sus restantes límites son con otras entidades federativas: al noroeste limita con el estado de Aguascalientes, en particular con el municipio de El Llano y el municipio de Asientos, al norte y noreste colinda con el estado de Zacatecas, correspondiendo al municipio de Villa García y el municipio de Pinos, finalmente, al sureste con el estado de Guanajuato, específicamente con el municipio de Ocampo. Al este, separado por un mínimo de cinco kilómetros se encuentra el municipio de Villa de Arriaga del estado de San Luis Potosí, pero no llegan a compartir límites.

### Orografía

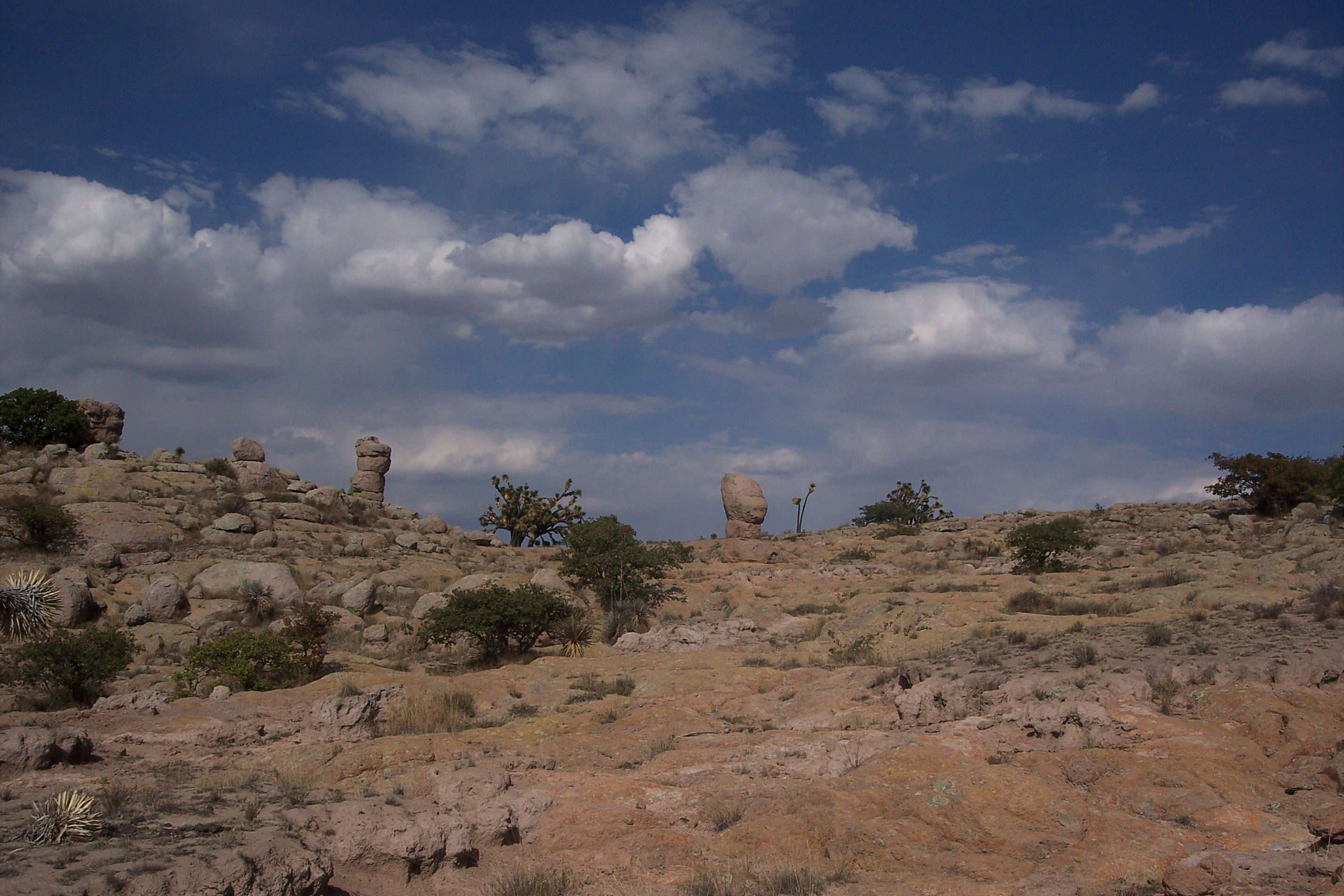
Orografía de Ojuelos de Jalisco.

Orográficamente el municipio es parte de la provincia "Mesa Central" y subprovincia "Llanos de Ojuelos".
En general su superficie está conformada por zonas semiplanas (68%), la cuarta parte corresponde a zonas planas y el resto a zonas accidentadas (17%). Los relieves son: cerro del Toro y mesera del Juachi, que cruzan el municipio de norte a sur y la meseta de La Punta y Chinampas al oeste.
Suelos. La composición de los suelos es de tipo predominante Xerosol adicionado al Feozen Aplico, con una clase textural media, con terrenos planos localizados en la parte noreste. Hacia el suroeste los suelos pertenecen al Litosol Eutrico, mezclado con Feozem Aplico, con textura media fina. En las corrientes de los arroyos y lecho de las presas los suelos pertenecen al fluviosol agregado con Lioso Eutrico. El municipio tiene una superficie territorial de 131,622 hectáreas de las cuales 25,095 son utilizadas con fines agrícolas, 87,781 en la actividad pecuaria, 19son de uso forestal, 607 son suelo urbano y 2,169 hectáreas tienen otro uso, no especificándose el uso de 15,991. En lo que a la propiedad se refiere, una extensión de 68,963 hectáreas es privada y otra de 46,698 es ejidal; no existiendo propiedad comunal. El resto de las hectáreas no se especifica el tipo de propiedad.

### Hidrografía

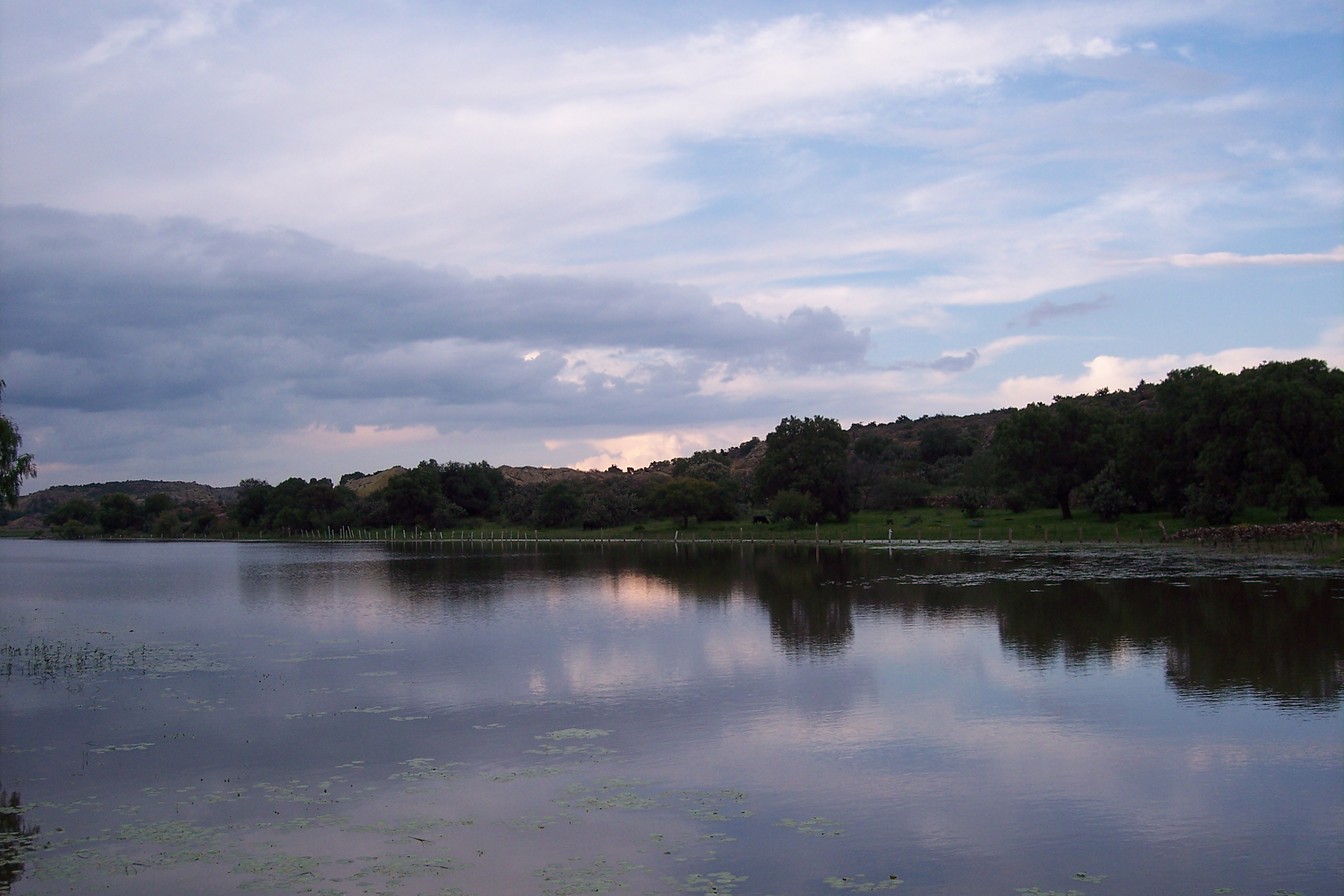
Chinampas de Ojuelos.

El municipio pertenece a la cuenca hidrológica Lerma -Chapala-Santiago, subcuenca Santiago-Río Verde Grande de Belén y Santiago-Atotonilco. Sus principales causes son los arroyos de caudal en época de lluvias: De la Centrífuga, Amador, colorado, Mimbre, Bocadillo y Coronas, y algunos manantiales como: Las Lagunas y el Saucillo de la Laguna. También existen lagunas y presas como: El Enano, La Purísima, Cebolleta, Jesús María, San Juan y Juan de Vaqueros.

### Clima
El clima es seco, con otoño, invierno y primavera secos, y templado con invierno benigno. La temperatura media anual es de 25.4°C, con máxima de 35.1 °C y mínima de -3.9 °C. El régimen de lluvias se registra entre los meses de junio, julio y agosto, contando con una precipitación media de 473.5 milímetros. Se han registrado temperaturas mínimas de hasta -7 °C.

### Flora y fauna
Su vegetación se compone básicamente de nopal, membrillo y palmeras. En el área boscosa cuenta con pirul y encinos. Existen también árboles frutales como: peral, higueras, nogales y manzanos.
El venado, el conejo, el coyote, la liebre y aves pueblan este lugar.

## Demografía
De acuerdo a los resultados del Censo de Población y Vivienda de 2010 realizado por el Instituto Nacional de Estadística y Geografía, la población total del municipio de Ojuelos de Jalisco asciende a 30 097 personas. La densidad poblacional es de 25.97 habitantes por kilómetro cuadrado.

### Localidades
En el censo de 2020 el municipio de Ojuelos de Jalisco contaba con 57 localidades.
| Código INEGI      | Localidad              | Población (2020) |
| ----------------- | ---------------------- | ---------------- |
| 140640001         | Ojuelos de Jalisco     | 14 424           |
| 140640032         | San Isidro Matancillas | 5 435            |
| 140640019         | Chinampas              | 1 928            |
| 140640048         | La Paz                 | 1 349            |
| 140640033         | Matanzas               | 1 307            |
| 140640053         | La Presa               | 1 191            |
| 140640071         | Hierba de Matancillas  | 1 141            |
| 140640026         | Guadalupe Victoria     | 1 140            |
| 140640067         | Vaquerías              | 1 087            |
| Otras localidades | Otras localidades      | 4 586            |
| Total municipal   | Total municipal        | 33 588           |

## Política

### Presidentes municipales
| Período                 | Presidente municipal             | Partido político | Notas                                                   |
| ----------------------- | -------------------------------- | ---------------- | ------------------------------------------------------- |
| 1874                    | Domingo Macías Valadez           |                  |                                                         |
| 1875-1876               | Pablo López                      |                  |                                                         |
| 1877                    | Domingo Delgado                  |                  |                                                         |
| 1878                    | Amado Ornelas                    |                  |                                                         |
| 1879                    | Domingo Macías Valadez           |                  |                                                         |
| 1880-1882               | Leonardo Quevedo                 |                  |                                                         |
| 1883                    | Domingo Macías Valadez           |                  |                                                         |
| 1884                    | Felipe Alba                      |                  |                                                         |
| 1885-1890               | Domingo Macías Valadez           |                  |                                                         |
| 1890-1893               | Santiago S. Cárdenas             |                  |                                                         |
| 1893-1895               | Daniel V. Medina                 |                  |                                                         |
| 1895-1897               | J. Jesús Ruvalcaba               |                  |                                                         |
| 1898                    | Juan Aranda                      |                  |                                                         |
| 1899                    | Domingo Macías López             |                  |                                                         |
| 1900                    | Joaquín Macías                   |                  |                                                         |
| 1900-1902               | Domingo Macías López             |                  |                                                         |
| 1903-1904               | Salvador González                |                  |                                                         |
| 1908                    | Domingo Macías López             |                  |                                                         |
| 1909-1911               | J. Jesús Ruvalcaba               |                  |                                                         |
| 1912                    | J. Refugio Delgadillo            |                  |                                                         |
| 1913                    | J. Jesús Ruvalcaba               |                  |                                                         |
| 1914-1916               | Domingo Macías López             |                  |                                                         |
| 1917-1920               | Ramón Díaz de León Medina        |                  |                                                         |
| 1921                    | Nicolás Mascorro López           |                  |                                                         |
| 1924-1926               | J. Guadalupe Delgadillo          |                  |                                                         |
| 1927-1929               | José Romo Martínez               |                  |                                                         |
| 1931-1934               | Sebastián Arce Moreno            | PNR              |                                                         |
| 1934-1935               | Alfonso Macías                   | PNR              |                                                         |
| 1935-1936               | Cipriano Romo Álvarez            | PNR              |                                                         |
| 1937                    | Francisco Hernández              | PNR              |                                                         |
| 1938-1939               | J. Isabel Rodríguez Montoya      | PRM              |                                                         |
| 1940                    | Manuel Torres                    | PRM              |                                                         |
| 1940                    | Juan Plascencia R.               | PRM              |                                                         |
| 1940-1942               | J. Isabel Rodríguez Montoya      | PRM              |                                                         |
| 1943                    | Fortino Morales Olvera           | PRM              |                                                         |
| 1944                    | Francisco González Delgado       | PRM              |                                                         |
| 1945                    | J. Guadalupe Urzúa López         | PRM              |                                                         |
| 1946                    | Joaquín Quevedo Martín del Campo | PRI              |                                                         |
| 1946-1948               | Francisco González Delgado       | PRI              |                                                         |
| 1949                    | Francisco Delgado Alférez        | PRI              |                                                         |
| 1950                    | J. Jesús Quevedo Aranda          | PRI              |                                                         |
| 1950-1952               | José González Ortiz              | PRI              |                                                         |
| 1952-1955               | Francisco González Delgado       | PRI              |                                                         |
| 1955-1958               | J. Jesús Medina Moreno           | PRI              |                                                         |
| 1958-1961               | Antonio Macías Álvarez           | PRI              |                                                         |
| 1961-1964               | Francisco González Delgado       | PRI              |                                                         |
| 1964-1967               | Jesús Ibarra López               | PRI              |                                                         |
| 1967-1970               | Juan Plascencia Robledo          | PRI              |                                                         |
| 1970-1973               | J. Jesús Díaz de León González   | PRI              |                                                         |
| 1973-1976               | J. Refugio Calzada Plascencia    | PRI              |                                                         |
| 1976-1979               | Joaquín Ibarra Alcalá            | PRI              |                                                         |
| 1979-1982               | Francisco González Hernández     | PRI              |                                                         |
| 1982-1985               | Hermenegildo Vela Briones        | PRI              |                                                         |
| 1985-1988               | Ángel Pérez Lozano               | PRI              |                                                         |
| 1988-1992               | Tomás Gómez Sánchez              | PRI              |                                                         |
| 1992-1995               | Rafael Marmolejo Amaya           | PRI              |                                                         |
| 1995-1997               | Salvador Vela Briones            | PRI              |                                                         |
| 1997-2000               | Marco Antonio Jasso Romo         | PRD              |                                                         |
| 2000-2003               | Benjamín Plascencia Gómez        | PRD              |                                                         |
| 2003-2006               | Juan César Contreras Macías      | PRI              |                                                         |
| 01/10/2006-30/09/2009   | Rafael Dávila González           | PRD PT           |                                                         |
| 01/10/2009-30/09/2012   | José Gil Macías                  | PAN              |                                                         |
| 01/10/2012-30/09/2015   | José de Jesús Tovar Gómez        | PRI PVEM         | Coalición "Compromiso por Jalisco"                      |
| 01/10/2015-31/03/2018   | David González González          | PRI PVEM         | Pidió licencia para buscar la reelección, que no obtuvo |
| 31/03/2018-31/08/2018   | Juan Carlos Jasso Romo           | PAN PRD          | Interino                                                |
| 01/09/2018-30/09/2018   | David González González          | PRI PVEM         | Reasumió                                                |
| 01/10/2018-04/03/2021   | Marco Antonio Jasso Romo         | PAN PRD MC       | Pidió licencia para buscar la reelección, que obtuvo    |
| 05/03/2021-07/06/2021   | Julio César Escalante Marmolejo  | PAN PRD MC       | Interino                                                |
| 08/06/2021-30/09/2021   | Marco Antonio Jasso Romo         | PAN PRD MC       | Reasumió                                                |
| 01/10/2021-30/09/2024   | Marco Antonio Jasso Romo         | MC               | Fue reelegido el 06/06/2021                             |
| 01/10/2024 - 30/09/2027 | Juan Carlos Jasso Romo           | MC               |                                                         |

### Representación legislativa
Para la elección de diputados locales al Congreso de Jalisco y de diputados federales a la Cámara de Diputados federal, el municipio de Ojuelos de Jalisco se encuentra integrado en los siguientes distritos electorales:
Local:
- Distrito electoral local de 2 de Jalisco con cabecera en Lagos de Moreno.[12]

Federal:
- Distrito electoral federal 2 de Jalisco con cabecera en Lagos de Moreno.[13]